# 보은 법주사 복천암 수암화상탑
보은 법주사 복천암 수암화상탑(報恩 法住寺 福泉庵 秀庵和尙塔)은 충청북도 보은군 속리산면 사내리, 법주사에 있는 조선시대의 승탑이다. 2004년 10월 7일 대한민국의 보물 제1416호로 지정되었다.

## 개요
법주사 복천암 동쪽 약 200m 지점에 구축된 평평한 대지에 학조등곡화상탑과 나란히 건립되어 있는데 옥개석은 학조등곡화상탑에 비하여 간략한 편이나 세부 수법은 두 탑이 비슷하다. 이 부도에서 특히 주목되는 것은 탑신에“秀庵和尙塔”이라 하였고, 중대석에“成化十六年 八月日立』”이라고 2행의 명문이 음각되어 부도의 주인공과 조성년대를 알게 하는 점이다. 즉 성종 11년(1480)에 조성되었으며, 수암화상은 복천암과 관계된 조선초기의 고승으로 짐작된다.
이 부도는 고려시대 팔각원당형부도의 양식을 계승한 조선시대 초기의 부도로서 조형수법이 뛰어나며, 특히 주인공의 존명과 조성년대를 부도에 직접 기록하고 있어 조선시대 부도의 절대년대를 알 수 있는 기준작으로 중요한 문화유산이다.

## 같이 보기
- 법주사

## 참고 자료
- 보은 법주사 복천암 수암화상탑 - 국가유산청 국가유산포털